# Lessenbos
Lessenbos (Frans: Bois-de-Lessines) is een dorp in de Belgische provincie Henegouwen en een deelgemeente van de Waalse stad Lessen. Tot 1 januari 1977 was het een zelfstandige gemeente. In de plaats bevindt zich het Kasteel van Lestriverie en het dorp is gelegen vlak bij de bossen Akrenbos en Bois Bara in twee andere deelgemeenten van Lessen; namelijk Twee-Akren en Woelingen.

## Bezienswaardigheden
- De Sint-Servatius en Sint-Protasiuskerk (Église Saint-Servais-et-Protais) is een classicistisch kerkgebouw van 1790 dat in 1843 naar het oosten toe werd uitgebreid. De kerk heeft enkele 16e-eeuwse grafmonumenten.
- Het Château de Lestriverie, oorspronkelijk een herenzetel waar ook Jan van Oudenaarde verbleef. Er is een 15e-eeuws versterkt huis dat eind 18e en begin 19e eeuw werd vergroot. Het heeft torens van omstreeks 1630.

## Natuur en landschap
De kerk ligt op een heuven van 74 meter hoogte. Bois-de-Lessines ligt tussen het Akrenbos en het Bois Bara in. Ten westen van de kom zijn historische steengroeven waar porfier wordt gewonnen. Nabij de plaats ontspringt de Wijsbeek

## Demografische ontwikkeling
- Bronnen:NIS, Opm:1831 tot en met 1970=volkstellingen, 1976= inwoneraantal op 31 december

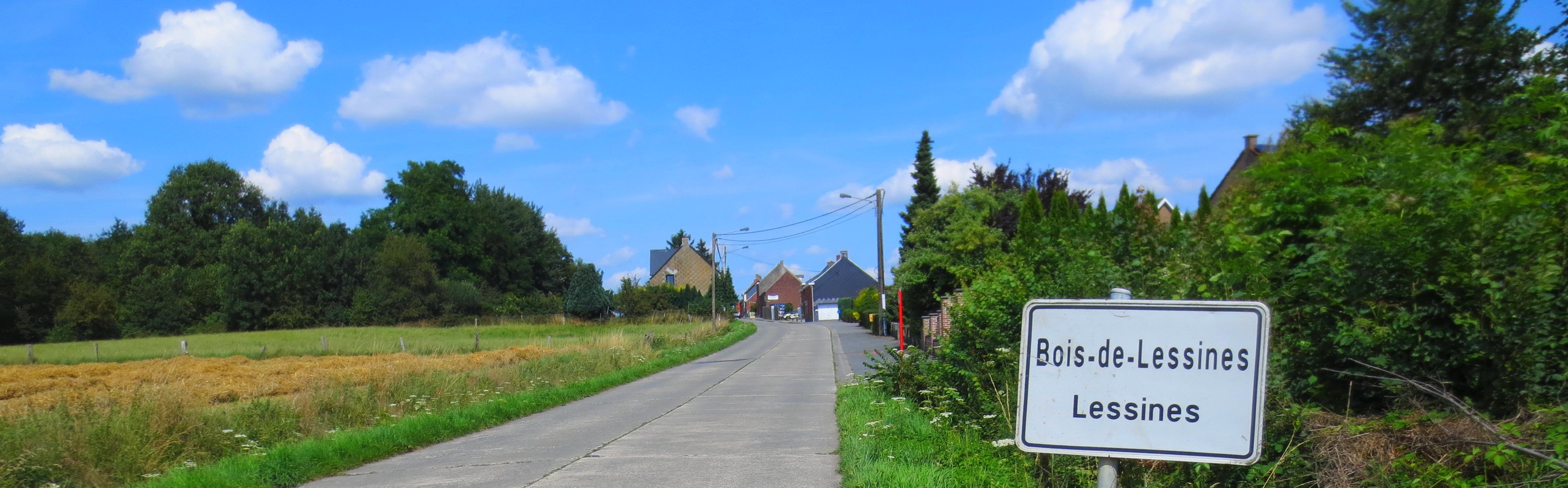
Lessenbos

## Nabijgelegen kernen
Lessen, Woelingen, Bassilly, Bever, Akrenbos